# Unter dem Tagmond
Unter dem Tagmond (englischer Originaltitel The Bone People) ist ein neuseeländischer Roman von Keri Hulme aus dem Jahr 1984. Das Buch handelt davon, wie drei Neuseeländer ihren Platz in der Gesellschaft finden, und zeigt so, wie die Māori und die Pākehā zusammenleben sollten. Das Buch erhielt 1985 den Booker Prize.

## Handlung
Das Buch beginnt damit, dass die abgeschieden lebende Kerewin den stummen Simon trifft. Obwohl sie schnellstmöglich wieder allein sein will, halten das schlechte Wetter und Simons Verletzungen die Frau davon ab, ihn vor die Tür zu setzen. Im Folgenden besucht Simon sie immer wieder und Kerewin freundet sich mit seinem Adoptivvater Joe an. Außerdem stellt Kerewin Nachforschungen zu Simons Vergangenheit an, welche im Dunkeln liegt.
In dieser Zeit schlägt Joe Simon zwei Mal, nach dem ersten Mal wird Kerewin misstrauisch und nach dem zweiten Mal findet sie heraus, dass der Vater seinen Sohn misshandelt. Um dies in Zukunft zu verhindern, fährt sie mit den beiden in Urlaub, wo es zu einem Kampf zwischen den beiden Erwachsenen kommt, den Kerewin gewinnt, die japanische Kampfkunst studiert hat. Die beiden kommen überein, dass Joe Simon nur noch mit Kerewins Zustimmung schlagen darf.
Obwohl Kerewin Joe immer noch nicht traut, scheint alles gut zu verlaufen, bis Simon eine grausame Entdeckung macht. Er will darüber mit Kerewin reden, allerdings will sie nicht zuhören, schließlich zerstört Simon ihre geliebte Gitarre. Er setzt sein Zerstörungswerk in der Stadt fort und wird schließlich von der Polizei zurück zu Joe gebracht. Kerewin und Joe beschließen, dass Simon bestraft werden muss. Allerdings wehrt Simon sich nun zum ersten Mal und sowohl er als auch Joe müssen ins Krankenhaus.
Nun beginnt der zweite Teil des Buches, in dem die drei getrennt sind. Joe kommt ins Gefängnis, Kerewin sucht einen Platz, um zu sterben, da sie schon seit längerer Zeit fühlt, dass sie Krebs hat, und Simon bleibt vorerst im Krankenhaus. Sowohl Joe als auch Kerewin werden wieder körperlich und geistig gesund, wobei die Māori-Kultur eine große Rolle spielt. Simon schafft es, allen um ihn herum klarzumachen, dass er nach Hause will, was, wie er findet, dort ist, wo Kerewin und Joe sind. So kommt es schließlich zu einer Wiedervereinigung der drei.

## Autor
Auffällig bei dem Buch ist, dass es viele Parallelen zwischen der Autorin Keri Hulme und der Hauptperson Kerewin gibt. Beide leben sehr einsam, außerdem scheint Kerewin genau wie Keri Hulme asexuell zu sein.

## Original-Titel
Der englische Originaltitel The Bone People bezieht sich auf eine neuseeländische Redewendung, „back to the bones“, was so viel heißt wie „zurück zu den Wurzeln“, „bones“ bezieht sich hierbei auch auf die Vorfahren bzw. auf ihre Gräber.